# هیین
هیین دهستانی در استان آلباستهٔ اسپانیا است.
در این دهستان ۲۹۸۴۷ نفر زندگی می‌کنند. مساحت این دهستان ۷۷۸٫۵۹ کیلومتر مربع است.